# Sandygate Road
Le Sandygate Road est un stade de football situé à Crosspool, Sheffield dans le Yorkshire du Sud, dont le club résident est Hallam FC. Ce dernier est le deuxième club le plus ancien de tous les temps. Le stade est le lieu, en 1860, de la première rencontre non-scolaire, l'adversaire de Hallam étant Sheffield FC, premier club de histoire du foot.

## Histoire
Le stade est construit en 1804.
L'équipe d'Hallam FC y joue ses premiers matchs en 1860, date de la fondation du club.
Le stade comprend 800 places.
C'est le stade le plus vieux de tous les temps.[réf. nécessaire]